# Franziskanerkloster Cham

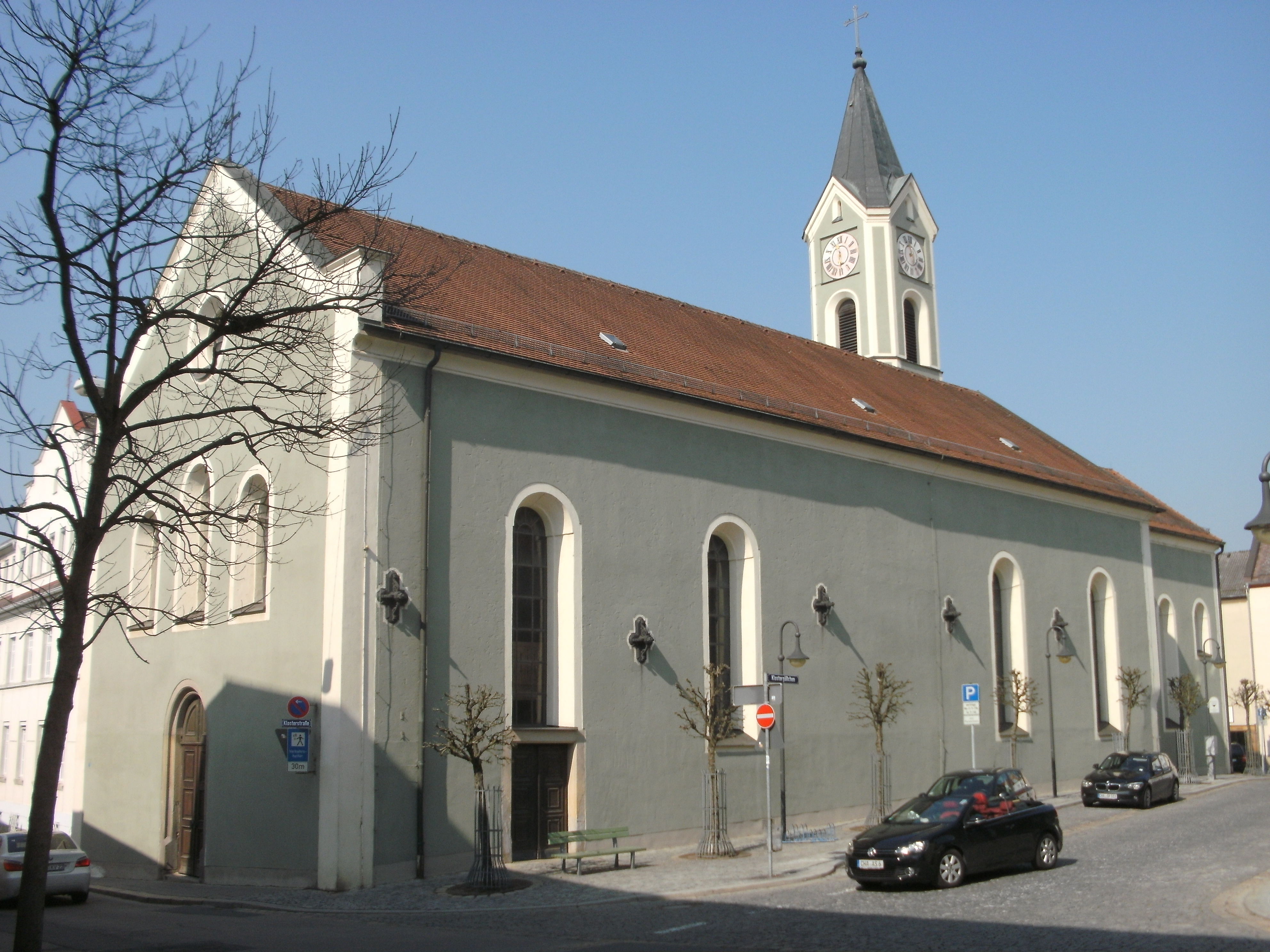
Ehem. Franziskanerklosterkirche Unbefleckte Empfängnis Mariä

Das Franziskanerkloster Cham war ein Kloster der Franziskaner-Reformaten in Cham in Bayern in der Diözese Regensburg.

## Geschichte
Das dem heiligen Bonaventura, später der Muttergottes gewidmete Kloster wurde 1631 durch Erzdechant Johann Wolfgang Hueber gegründet; es wurde 1802 im Zuge der Säkularisation aufgelöst. Die Kirche war vorübergehend eine Lagerhalle (bis 1866). In die Klostergebäude zog 1856 eine Mädchen-Oberschule der Armen Schulschwestern.